# Muscisaxicola griseus
Muscisaxicola griseus е вид птица от семейство Tyrannidae.

## Разпространение
Видът е разпространен в Боливия и Перу.